# Luke Plapp
Lucas Plapp (* 25. prosince 2000) je australský profesionální silniční a dráhový cyklista jezdící za UCI WorldTeam Team Jayco–AlUla.

## Kariéra

### Začátky
V srpnu 2018 Plapp vyhrál bodovací závod a madison s Blakem Quickem na mistrovství světa v dráhové cyklistice juniorů ve švýcarském Aigle. Na mistrovství světa v silniční cyklistice pak získal stříbro v časovce juniorů za Remcem Evenepoelem. Plapp byl součástí programu AusCycling High Performance Podium Academy a byl vybrán jako součást týmové stíhačky na letních olympijských hrách 2020, kde se svým týmem vybojoval v této disciplíně bronzovou medaili. Na mistrovství světa v silniční cyklistice 2021 Plapp získal stříbro v časovce do 23 let za Johanem Price-Pejtersenem.

### Ineos Grenadiers (2022–2023)
Na konci července 2021 bylo oznámeno, že Plapp podepsal tříletou smlouvu s UCI WorldTeamem Ineos Grenadiers od sezóny 2022 a že za tým bude jezdit v druhé polovině sezóny 2021 jako stážista.
V lednu 2022 se stal mistrem Austrálie v silničním závodu poté, co 10 km před cílem dojel a předjel Jamese Whelana a následně si sólo dojel pro triumf. V únoru 2022 si Plapp odbyl svůj debut v UCI World Tour na UAE Tour, kde jel jako domestik Adama Yatese, jenž závod dokončil na 2. místě v celkovém pořadí. Sám Plapp získal své první umístění v top 5 World Tour závodu v 7. etapě s cílem na Džabal Hafít, kterou dokončil na pátém místě, 16 sekund za vítězným Tadejem Pogačarem.

### Team Jayco–AlUla (2024–)
V listopadu 2023 bylo oznámeno, že Plapp opustí svůj dosavadní tým, Ineos Grenadiers, o rok dříve a že podepsal čtyřletou smlouvu s UCI WorldTeamem Team Jayco–AlUla od sezóny 2024.

## Hlavní výsledky

### Silniční cyklistika
2017
Mistrovství Oceánie
7. místo časovka juniorů
2018
Mistrovství Oceánie
 vítěz časovky juniorů
Národní šampionát
 vítěz časovky juniorů
Mistrovství světa
 2. místo časovka juniorů
2019
Národní šampionát
2. místo časovka do 23 let
Mistrovství Oceánie
5. místo časovka do 23 let
2020
Národní šampionát
 vítěz časovky do 23 let
2021
Národní šampionát
 vítěz časovky
Mistrovství světa
 2. místo časovka do 23 let
2022
Národní šampionát
 vítěz silničního závodu
Kolem Norska
3. místo celkově
Mistrovství světa
 3. místo smíšená týmová štafeta
Hry Commonwealthu
5. místo časovka
6. místo silniční závod
Tour de Romandie
9. místo celkově
2023
Národní šampionát
 vítěz silničního závodu
UAE Tour
2. místo celkově
2024
Národní šampionát
 vítěz silničního závodu
 vítěz časovky

#### Výsledky na Grand Tours
| Grand Tour      | 2022 | 2023 | 2024 |
| --------------- | ---- | ---- | ---- |
| Giro d'Italia   | —    |      | 52   |
| Tour de France  | —    |      |      |
| Vuelta a España | 95   |      |      |

| —   | Nezúčastnil se |
| DNF | Nedokončil     |

### Dráhová cyklistika
2018
Mistrovství světa juniorů
 vítěz bodovacího závodu
 vítěz madisonu (s Blakem Quickem)
 3. místo týmová stíhačka
Národní juniorský šampionát
 vítěz týmové stíhačky
 vítěz scratche
UCI World Cup, Hongkong
 3. místo týmová stíhačka
2019
Národní šampionát
 vítěz individuální stíhačky
 vítěz týmové stíhačky
3. místo bodovací závod
UCI World Cup, Brisbane
 vítěz týmové stíhačky
2021
Olympijské hry
 3. místo týmová stíhačka
2022
Hry Commonwealthu
 3. místo týmová stíhačka